# Iaçu
Iaçu es un municipio brasileño del estado de Bahía. Su población estimada en 2004 era de 29.751 habitantes. La ciudad está próxima a Itaberaba que es el mayor centro de la región. Posee una población esencialmente rural y tranquila.
Está en los márgenes del río Paraguaçu, donde también es posible la pesca, en especial de tucunarés.
La temperatura media anual: 23,9 °C, máxima 29,6 °C, mínima 20,1 °C. Su clima es caliente durante la mayor parte del año, siendo que durante el invierno, específicamente entre los meses de junio, julio e ínicio de agosto la temperatura es agradable durante el día y las noches son frías, llegando algunas veces a medir 18°. 